# Karten & Geoinformation in Niederösterreich
Das Portal für Karten & Geoinformation in Niederösterreich, auch bekannt unter der Abkürzung NÖGIS, ist die Geodateninfrastruktur des Landes Niederösterreich. Das Geo-Datenportfolio umfasst Daten (z. B. Linienzüge von Straßen, Flächen von Schutzgebieten), die sich im Eigentum des Landes NÖ befinden. Diese werden in frei zugängliche sowie käuflich erwerbbare Daten aufgeteilt.
Neben interaktiven Tools für den Endverbraucher, bietet NÖGIS auch ein INSPIRE (Infrastructure for Spatial Information in the European Community) Service für die Kommunikation zwischen Maschinen an.

## Frei zugängliche Daten
Mit dem Angebot NÖ Atlas bietet NÖGIS eine freie Web-Anwendung, mit der ein Großteil der niederösterreichischen Geodaten abgefragt und visualisiert werden kann.
NÖGIS ist zusammen mit den anderen Ländern Österreichs Partner im Geodatenverbund der österreichischen Länder geoland.at und setzt bei dem „NÖ Atlas“ wie alle anderen Länder auch auf die Software WebGIS, entwickelt von der Energie Steiermark. Beispiele für die angebotenen Daten sind etwa Luftbilder, Geländehöhen, Inhalte aus dem Umweltschutz, Gewässerinformationen wie Hochwasserabflussbereiche u. v. a. m. Um auf die erwähnten Daten zugreifen zu können, muss man links unten auf den Reiter „Karten Center: Alle Karten“ klicken.
Neben dem Angebot für Endverbraucher bietet NÖGIS auch maschinenlesbare Informationen an. Hierbei hält sich NÖGIS an die Standards der INSPIRE Initiative der Europäischen Union (Infrastructure for Spatial Information in the European Community), welche eine europaweite, standardisierte Geodateninfrastruktur verwirklichen möchte.

## Geoshop
Abgesehen von den frei zugänglichen Angeboten der INSPIRE Initiative sowie des interaktiven NÖ Atlas bietet NÖGIS auch käuflich erwerbbare Daten (auch von anderen Datenherren) in ihrem Geoshop an.
Grundsätzlich werden die hier erwerbbaren Daten an alle Interessenten zur Verfügung gestellt, es gibt aber je nach Geschäftsverhältnis zwischen Interessent und NÖGIS ein paar Unterschiede in den Geschäftsbedingungen.
Es wird zwischen Auftragnehmern des Landes NÖ („Auftragnehmer sind Firmen oder Institutionen, die auf Grund eines Werkvertrages oder eines gesetzlichen Auftrages Aufgaben für das Land NÖ erfüllen“), NÖ Gemeinden und anderen Interessenten unterschieden. Wobei der wichtigste Unterschied darin liegt, dass Gemeinden spezielle Vereinbarungen für Farbfotos haben und andere Interessenten nicht die Möglichkeit haben direkt über den Geoshop auf Daten anderer Datenherren zuzugreifen, sondern diese direkt bei den Datenherren selbst erwerben müssen.